# Siège de Malte
Pour les articles homonymes, voir Siège de Malte (homonymie).
Seconde Guerre mondiale
Batailles
1940
- Vado
- Siège de Malte
- Club Run
- Convoi Espero
- Mers el-Kébir
- Punta Stilo
- Cap Spada
- Hurry
- Cap Passero
- MB.8
- Tarente
- Détroit d'Otrante
- White
- Cap Teulada

1941
- Excess
- Convoi AN 14
- Grog
- Abstention
- Baie de La Sude
- Cap Matapan
- Îles Kerkennah
- Crète
- Galite
- Substance
- Halberd
- Convoi Duisburg
- Cap Bon
- Syrte (1941)
- Rade d'Alexandrie

1942
- Syrte (1942)
- Calendar
- Bowery
- Albumen
- Harpoon
- Vigorous
- Pedestal
- Agreement
- Torch
- Stoneage
- Sabordage de la flotte française à Toulon
- Portcullis
- Banc de Skerki
- Olterra (navire auxiliaire)
- Raid sur Alger

1943
- Zouara
- Convoi de Cigno
- Convoi de Campobasso
- Corkscrew
- Husky
- Gela
- Scylla
- Pietracorbara
- Dodécanèse
  - Rhodes
  - Leros
  - Kos
- Convoi KMF-25A

1944
- Ist
- Raid sur Santorin
- Raid sur Symi
- Port-Cros
- La Ciotat
- Île de Pag

1945
Mer Ligure
- Convois alliés
  - convois de Malte
- Campagne des U-boote
- Campagne adriatique

Le siège de Malte est une campagne militaire du théâtre méditerranéen pendant la Seconde Guerre mondiale. Elle dure de juin 1940 à novembre 1942 et oppose les forces aériennes et navales de l'Italie fasciste et de l'Allemagne nazie à la Royal Air Force (RAF) et à la Royal Navy britanniques pour le contrôle de l'île de Malte, stratégiquement importante, alors colonie de la Couronne britannique, et se termine par une victoire décisive des Alliés.

## Déroulement du siège
Le siège débuta en 1940 après la déclaration de guerre de l'Italie fasciste à la France en pleine agonie et au Royaume-Uni. Les Britanniques et les patriotes maltais avaient installé sur l'île un radar dès 1939, et quatre biplans Gloster Gladiator (dont 3 baptisés « Foi », « Espérance » et « Charité ») étaient en place pour protéger l'ensemble.
L'île servit notamment au renseignement britannique pour préparer l'attaque sur Tarente de novembre 1940, à l'aide d'avions de reconnaissance.
En 1941 un autre ennemi attaqua : l'Allemagne nazie. Les unités de l'Afrika Korps, commandées par Rommel, aidèrent l'Italie en pleine détresse sur le front africain durant la guerre du Désert. Cela changea la donne, mais il y avait un grain de sable dans le dispositif de ravitaillement de l'Axe : les Britanniques se renforçant sur l'île attaquaient avec efficacité les convois de ravitaillement ennemis (relaté dans Feux du ciel de Pierre Clostermann). Le bombardement de l'île s'intensifia. Sur celle-ci, les Britanniques augmentèrent le nombre de chasseurs, dont les pilotes de la RAF défendirent ardemment les installations. Le ravitaillement se faisait dans des conditions terribles, comme en 1942, où 800 avions germano-italiens s'en prirent aux ravitailleurs de l'opération Pedestal ; le porte-avions Eagle fut torpillé par un U-Boot. Sur une quinzaine de navires, seuls 5 environ parvinrent à ravitailler, dont un pétrolier, terriblement endommagé, qui fut remorqué vers la baie de Saint-Paul sous les bombes. Le carburant était indispensable aux avions. L'Axe, malgré plus de 1 700 raids aériens qui détruisirent 75 % des habitations (plus de tonnes de bombes sont tombées sur cette île que pendant toute la bataille d'Angleterre), ne fit jamais fléchir la population maltaise. Une médaille fut attribuée par George VI pour le courage et la détermination des habitants de la forteresse maltaise. Le nombre d’avions basés à Malte passe d'environ 200 en novembre 1942 à plus de 600 en mai 1943.
En 1943, la retraite allemande de Tunisie et la capitulation d'une partie des forces italiennes, après le débarquement des alliés en Sicile, marquèrent pour les Maltais la fin d'une période dramatique de leur histoire qui avait duré près de trois ans.

## Conséquences
Les pertes alliées furent de plus de 600 avions au total, deux porte-avions, quatre croiseurs, une trentaine de destroyers et une quarantaine de cargos et de pétroliers coulés ou irrémédiablement endommagés entre juin 1940 et août 1943, dans le but de ravitailler cette île assiégée par les forces de l'Axe.
En contrepartie, les avions basés sur l'île ont coulé plus de 700 000 tonnes de navires germano-italiens en Méditerranée ou dans les ports d'Italie, de Sicile ou d'Afrique du Nord, et ont détruit, en l'air ou au sol, plus d'un millier d'avions allemands et italiens.

### Filmographie
- L'as disparu, version fr. "Mystery of the Missing Ace" (Adrian Warburton), réalisé par Michael Wadding, TimeWatch & BBC/History Channel, 2003.
- Le siège de Malte, documentaire télévisé par l'historien militaire canadien Norm Christie, Breakthrought Films & The History Channel, 2008.